# Javier Rosado
Javier Rosado Calvo (San Sebastián de los Reyes, Madrid, 9 de diciembre de 1973) es un asesino, cabecilla e inductor del llamado «crimen del rol». Es el menor de dos hermanos.
El 30 de abril de 1994 en Hortaleza, Madrid, Javier y su amigo Félix Martínez Reséndiz mataron a Carlos Moreno, en el marco de un macabro plan diseñado por el propio Javier, diseñándolo todo a través de un juego de rol no convencional, sino inventado por él mismo y al que llamaba «Razas». Unos meses después los dos fueron detenidos por la policía y el caso tuvo gran repercusión social debido a la gran magnitud mediática del suceso.
Estudiante de Química, y posteriormente de otras disciplinas, era un individuo inteligente, que intentó confundir a psicólogos y psiquiatras fingiendo una personalidad múltiple, con la intención de atenuar su condena. 
El 18 de febrero de 1997 fue sentenciado a 42 años y 2 meses, por asesinato, robo y conspiración para el asesinato; su cómplice, Félix Martínez, fue sentenciado a 12 años y 9 meses de reclusión menor por los mismos delitos. Los condenados también fueron sentenciados a pagar una indemnización de 25 millones de pesetas a la familia de la víctima.
En la cárcel, se licenció en química (rama de medio ambiente), matemáticas (en la especialidad de estadística) e ingeniería técnica de informática. Ha disfrutado de varios permisos carcelarios para asistir a exámenes académicos y desde 2004 permisos adicionales. En el año 2007 solicitó el tercer grado de su condena, que en principio le fue denegado, pero teniendo en cuenta que ya había cumplido 14 años de condena, se le concedió en marzo de 2008.
En el año 2010, obtuvo la libertad definitiva.